# Alvin rock 'n' roll
Alvin rock 'n' roll (Alvin and the Chipmunks, dal 1988 The Chipmunks e dal 1989 The Chipmunks Go to the Movies) è una serie animata che ha come protagonisti i Chipmunks, un gruppo di scoiattoli antropomorfi (Alvin, Simon e Theodore).

## Produzione
La serie è il seguito della serie degli anni sessanta Alvin Show e venne prodotta dalla Bagdasarian Productions, Ruby-Spears Productions e Lorimar-Telepictures (che diventerà Lorimar Television nel 1988) e, dal 1988, dalla DiC Entertainment e verrà reintitolata semplicemente The Chipmunks.
Nel 1987, durante la quarta stagione, è stato prodotto un lungometraggio animato per il grande schermo dal titolo  Le avventure dei Chipmunk, diretto da Janice Karman, seguito nel 1999/2000 da altri due film animati, Alvin Superstar incontra Frankenstein e Alvin Superstar incontra l'Uomo Lupo.
Nell'ottava e ultima stagione della serie il titolo cambia in The Chipmunks Go to the Movies. Ogni episodio di questa stagione è una parodia di un film hollywoodiano, come King Kong, Ritorno al futuro, Batman, Indiana Jones e i predatori dell'arca perduta, E.T. l'extra-terrestre, RoboCop, Star Trek V - L'ultima frontiera, Gremlins o Tesoro, mi si sono ristretti i ragazzi. Inoltre vengono pubblicati diversi special per la televisione.

### Edizione italiana
In Italia l'intera serie venne trasmessa da Italia 1. Il doppiaggio della serie è stato curato per le prime stagioni dalla CDC mentre per le ultime dalla Deneb Film. La sigla d'apertura inizialmente è quella originale (con il titolo "Alvin Show" in Italia) mentre poi è stata utilizzata Alvin rock 'n' roll cantata da Cristina D'Avena. Alcuni episodi della sesta e settima stagione sono stati pubblicati in Italia in VHS edite dalla Lineafilm nel 1990.

## Impatto culturale
Nel 1990 venne prodotto il documentario Alvin and the Chipmunks: Five Decades with the Chipmunks, per celebrare la serie. Lo stesso anno, i Chipmunks insieme ad altri popolari personaggi dei cartoni animati (come Winnie the Pooh, Bugs Bunny, Garfield e Qui, Quo, Qua), prendono parte alla campagna di sensibilizzazione contro l'abuso di droghe, dal titolo I nostri eroi alla riscossa.

## Personaggi
- I Chipmunks: i protagonisti della serie.
  - Alvin Seville: il fratello più grande, Alvin è uno scavezzacollo, ma leader nato. È innamorato di Brittany, anche se non lo vuole ammettere.
  - Simon Seville: il fratello mezzano, incredibilmente intelligente, e voce della ragione fra i tre.
  - Theodore Seville: il più giovane e il più cicciottello, Theodore è molto dolce e innocente, il più bravo a mettere d'accordo i due fratelli.
- Le Chipettes: sono un gruppo di scoiattoli femmina cantanti, apparse per la prima volta nel 1983 nella serie animata Alvin rock 'n' roll come controparti femminili dei Chipmunks. Nel primo episodio della serie si presentavano come le "vere" Chipmunks, salvo poi al termine dello stesso, cambiare il nome con quello noto a tuttora. Il trio è composto da Brittany Miller, Jeanette Miller ed Eleanor Miller. La loro madre adottiva e manager (nella serie animata) è Miss Miller, mentre nel secondo film è l'antagonista Ian (che le scoprì dopo gli eventi del primo film sui Chipmunks). Rimaste orfane poco tempo dopo la loro nascita, crescono in un orfanotrofio in Australia, per poi fuggirne dirette negli USA su consiglio di una loro amica, dove realizzeranno il loro "sogno americano".
  - Brittany Miller: la sorella di mezzo e leader del gruppo. È la più carina delle sorelle. Vanitosa e sicura di sé, a volte si vanta per le sue qualità canore e il suo aspetto grazioso. È la fidanzata ufficiosa di Alvin Seville, anche se talvolta litigano o sono in competizione.
  - Jeanette Miller: la sorella maggiore e la più alta delle tre. Indossa sempre un paio di occhiali da vista. È intelligente, timida, insicura e imbranata, ma più responsabile di Brittany. È la fidanzata ufficiosa di Simon Seville.
  - Eleanor Miller: la sorella minore e paffuta. Ha i capelli biondi, legati in due codini ai lati della testa. È dolce, sensibile, golosa, simpatica, atletica e più determinata di Jeanette. È la fidanzata ufficiosa di Theodore Seville.
- David "Dave" Seville: il padre adottivo umano dei Chipmunks, oltre autore delle canzoni e manager. La sua pazienza è messa quotidianamente a dura prova da Alvin, e dai suoi fratelli
- Miss Beatrice Miller: la preziosa e un po' svampita madre adottiva umana delle Chipettes. Occasionalmente fa anche da baby-sitter ai Chipmunks ed ha una cotta per Dave.
- Lilly: il cagnolino dei Chipmunks.
- Cookie Chomper III: il gattino dei Chipmunks.
- Vinny: la madre naturale dei Chipmunks. Viene ritrovata dopo anni di ricerca, e Alvin non riesce a perdonarla. Abbandonò Alvin e i suoi fratelli, perché l'anno in cui nacquero fu un inverno troppo freddo, e loro non sarebbero sopravvissuti. Invece di abbandonarli a morte certa, Vinny li lasciò sulla porta di casa di Dave, convinta che l'uomo se ne sarebbe preso cura. Tuttavia quando tornò a prenderli li vide troppo felici e non se la sentì di separarli da Dave.
- Grandpa: il nonno dei Chipmunks.
- Harry: il crudele zio dei Chipmunks, antagonista principale della serie, è comparso solo in quattro episodi.

## Doppiaggio
| Personaggio          | Doppiaggio (1ª serie) | Doppiaggio (2ª serie) |
| -------------------- | --------------------- | --------------------- |
| Alvin Seville        | Ilaria Stagni         | Emanuela Pacotto      |
| Simon Seville        | Eleonora De Angelis   | Marcella Silvestri    |
| Theodore Seville     | Rossella Acerbo       | Donatella Fanfani     |
| Brittany Miller      |                       | Marina Massironi      |
| Jeanette Miller      |                       | Nadia Biondini        |
| Eleanor Miller       | Federica De Bortoli   |                       |
| Dave Seville         | Vittorio Stagni       | Giorgio Melazzi       |
| Miss Beatrice Miller | Anna Miserocchi       | Grazia Migneco        |
| Vinny                |                       |                       |
| Nonno                | Cesare Barbetti       | Gianni Mantesi        |
| Zio Harry            | Massimo Giuliani      |                       |

## Curiosità
- Nelle sue prime due apparizioni nella serie, Eleanor indossava vestiti diversi da quelli verde acqua ufficiali, costituiti da una cravatta e una gonna blu e un panciotto rosso.
- Il titolo del primo episodio della serie, The C-Team, verrà riutilizzato nell'episodio 25 della terza stagione della serie del 2015.